# Belagerung von Neisse (1758)
Pirna – Lobositz – Prag – Gabel – Kolin – Groß-Jägersdorf – Moys – Roßbach – Breslau – Leuthen – Domstadtl – Olmütz – Neisse – Zorndorf – Hochkirch – Kay – Kunersdorf – Hoyerswerda – Maxen – Koßdorf – Landeshut – Liegnitz – Oschatz – Berlin – Wittenberg – Torgau – Döbeln – Burkersdorf – Reichenbach – Freiberg
Nach dem Ersten Schlesischen Krieg 1742 fiel das Fürstentum Neisse mit dem größten Teil Schlesiens an Preußen. Während des Siebenjährigen Krieges geriet Preußen unter starken Druck, da die Kaiserlich Russische Armee Ostpreußen erobert hatte. Die  Kaiserlichen konnten 1758 in einer Gegenoffensive das nur noch schwach besetzte Schlesien besetzen. Auf dem westlichen Kriegsschauplatz blieben die Preußen unter Ferdinand von Braunschweig gegen die Franzosen erfolgreich.

## Einschließung von Neisse
Die Kaiserlichen Truppen unter General Harsch begannen am 5. August 1758 mit der Blockade der Festung. 12.000 Kaiserliche versuchten sie von der Neustädter Seite anzugreifen. Der preußische General Tresckow und 5000 Soldaten verteidigten die Festung erfolgreich, auch weil sie viele Vorräte in die Festung bringen konnten.
Am 3. Oktober erhielten die Kaiserlichen 8000 Mann Verstärkung, am 14. Oktober wurden die Preußen in der Schlacht bei Hochkirch geschlagen. Feldmarschall Daun befahl nun die Eroberung der Festung, und bis zum 26. Oktober war die Festung eingeschlossen. Es begann ein Beschuss aus 100 Kanonen und 40 Mörsern. Am 28. Oktober waren die Parallelen bis auf 200 Meter an das Fort Preußen herangekommen.
Völlig überraschend zogen die Belagerer aber Kanonen ab, obwohl sie den Beschuss noch bis zum 4. November fortsetzen. Da begann auch ein Teil des Belagerungskorps abzuziehen. General Tresckow nutze diese Gelegenheit für einen überraschenden Ausfall, bei dem er 600 Mann Infanterie und 200 Kavalleristen einsetzte. Der Ausfall gelang, und acht Offiziere und 800 Gemeine gingen in Gefangenschaft. Am 6. November verließen die letzten Soldaten die Laufgräben, da sich die Preußische Armee unter Friedrich II. näherte. Bei ihrem Abzug ließen die Soldaten 29.600 24-pfündige, 23.400 12-pfündige Kugeln und 114.630 Bomben und Granaten zurück.
Kommandeur der Artillerie war auf preußischer Seite der Oberst Johann Friedrich von Merkatz. Auf kaiserlicher Seite kommandierte der spätere Generalmajor Wenzel von Collat die Artillerie in den Laufgräben.